# J. G. Parry-Thomas
John Godfrey Parry-Thomas (6 de abril de 1884 - 3 de marzo de 1927) fue un ingeniero galés, piloto de deportes de motor que batió el récord de velocidad en tierra en 1926. Fue el primer piloto en fallecer en accidente mientras intentaba batir de nuevo el récord.

## Primeros años
Parry-Thomas nació en Wrexham, Gales, hijo del párroco de Rhosddu. La familia se mudó a la cercana localidad de Oswestry cuando tenía cinco años, y se educó en la Oswestry School. Continuó sus estudios de ingeniería en el City and Guilds College de Londres.

## Leyland Motors

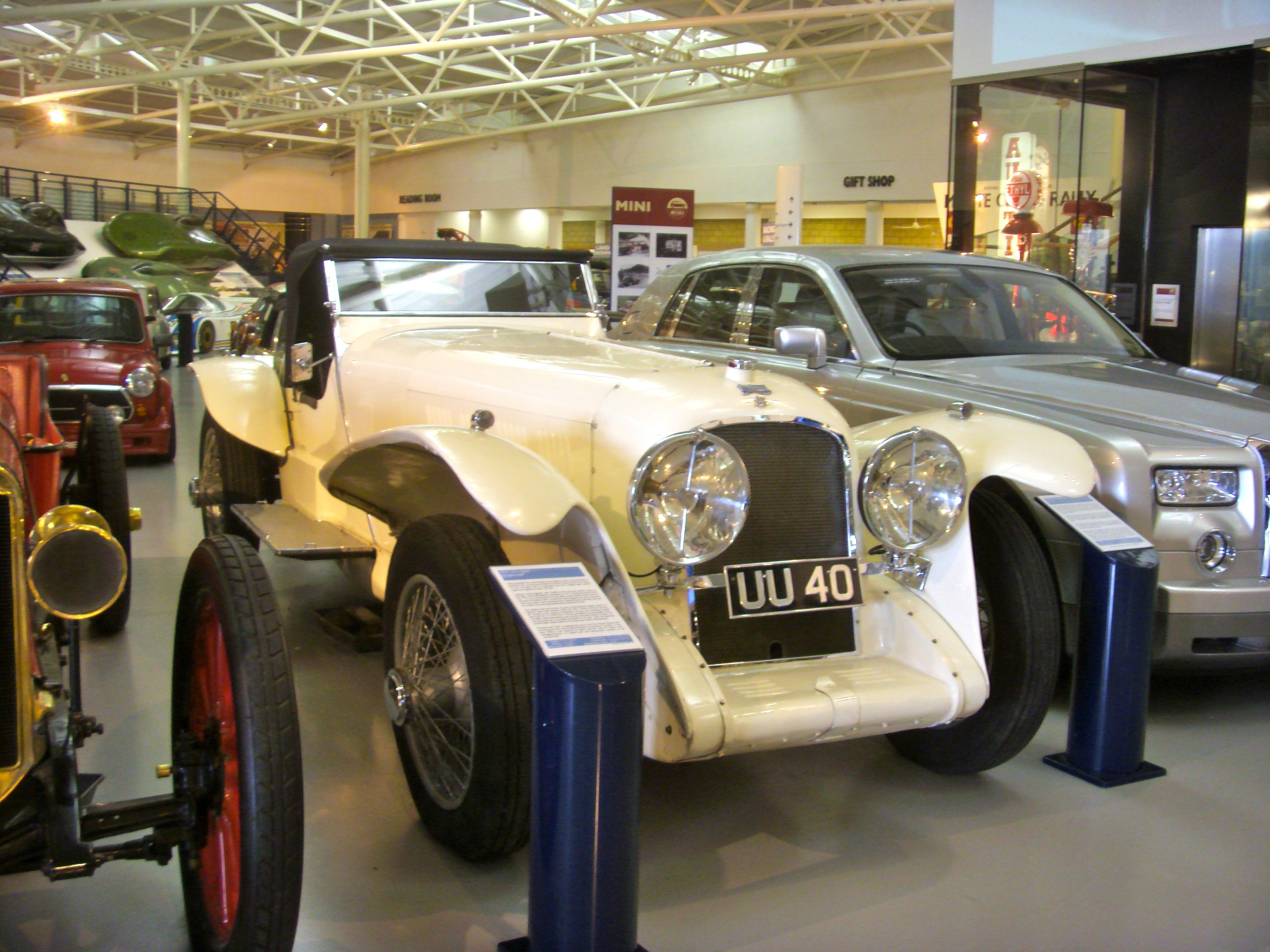
El lujoso Leyland Eight (1927)

Parry-Thomas se convirtió en ingeniero jefe de Leyland Motor Corporation, una compañía cuyos principales productos eran vehículos comerciales. Solicitó y recibió varias patentes, en los campos de la ingeniería eléctrica y automotriz. Después de la Primera Guerra Mundial, con su asistente Reid Railton diseñaron el automóvil de lujo Leyland Eight, que estaba destinado a competir con los Rolls-Royce. Su experiencia de conducir este automóvil en el circuito de Brooklands en 1920 hizo que renunciara a su carrera con Leyland para convertirse en piloto e ingeniero de carreras.

## Brooklands
En colaboración con otro ingeniero, el mayor Ken Thomson de Nueva Zelanda, fundó Thomas Inventions Development Co., con sede en el circuito de Brooklands. Después de su muerte, esta compañía se convirtió en la Thomson & Taylor, que construyó automóviles como el Blue Bird de Malcolm Campbell. Desde 1923 vivió en el "pueblo volador", en un bungalow reconvertido a partir de una cabaña que databa de la Primera Guerra Mundial, llamada El Hermitage. Fue una vida ascética, compartida solo con dos perros alsacianos y sus coches, en un marcado contraste con el hedonismo de los Bentley Boys. Parry-Thomas logró cierto éxito en el circuito: ganó 38 carreras en cinco temporadas y estableció numerosos récords.

## Récord de velocidad en tierra

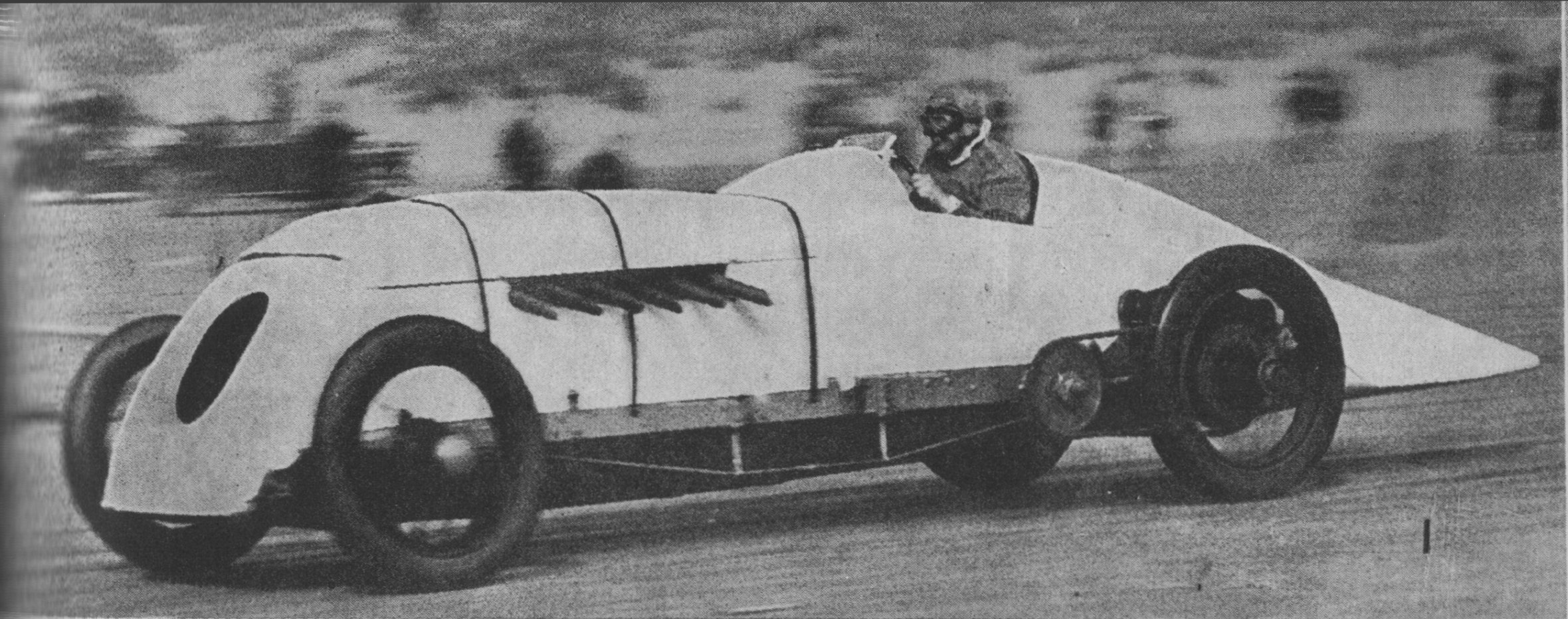
Babs en Pendine en 1926

Hacia 1925, Parry-Thomas se dio cuenta de que el éxito comercial requería un perfil más alto que el que Brooklands podía ofrecer, y centró su atención en batir el récord de velocidad en tierra. Adquirió el Higham Special que había sido propiedad del difunto Louis Zborowski y reconstruyó el coche con una nueva carrocería para mejorar la aerodinámica. El automóvil estaba propulsado por un enorme motor aeronáutico Liberty V-12 de 27 litros. Sin el dinero y el prestigio de Campbell, o las conexiones con una fábrica de Henry Segrave, Parry-Thomas no pudo obtener un motor Napier Lion completamente nuevo, como planeaban los otros contendientes. El coche estaba funcionando en 1925, pero no funcionó como se esperaba.
En abril de 1926, el automóvil, rebautizado con el nombre de Babs, se presentó con una nueva carrocería. Thomas lo celebró conduciendo  alrededor de Brooklands esa misma noche, a pesar de su falta de faros.
Unos días después, a pesar de las malas condiciones y de la arena suave y húmeda, Parry-Thomas logró el récord en Pendine Sands, Gales, la misma playa de seis millas que Campbell había usado en 1924 y 1925. Al día siguiente, el 28 de abril de 1926, lo elevó a más de 170 millas por hora (273,6 km/h), un récord que se mantuvo durante casi un año.

## Muerte
Durante el invierno de 1926-1927, Babs fue equipado con otra nueva carrocería, que envolvía parcialmente la tracción y las ruedas traseras con carenados. Parry-Thomas murió en Pendine Sands el 3 de marzo de 1927 cuando intentaba recuperar su propio récord, que había sido batido unas semanas antes por Malcolm Campbell en la misma playa. En el momento del accidente, se pensaba que la cadena de transmisión derecha se había roto y había golpeado a Thomas, causándole una herida mortal en la cabeza mientras el automóvil estaba rodando.
Durante la posterior restauración del automóvil, se descubrió que esta no podía ser la causa del accidente y que era más probable que Thomas hubiera muerto a causa de las lesiones que sufrió mientras el automóvil rodaba y se deslizaba por la playa a más de 100 millas por hora (160,9 km/h).
Parry-Thomas fue enterrado en el cementerio de St. Mary en Byfleet, Surrey, cerca del circuito de Brooklands. Tras la investigación, Babs fue enterrado en las dunas de Pendine Sands. Unos 42 años después, en 1969, de manera controvertida se recuperó el automóvil, y en los siguientes 15 años fue restaurada por Owen Wyn Owen, por entonces miembro de la Universidad de Bangor.
Durante parte de cada verano, Babs se exhibe en el Museo de la Velocidad de Pendine, en Carmarthenshire.